# وانغ آنشي
وانغ آنشي (بالإنجليزية: Wang Anshi)‏ (و. 1021 – 1086 م) هو اقتصادي، وشاعر، وكاتب، وخطاط، ورسام، من سلالة سونغ الحاكمة، توفي في نانجينغ، عن عمر يناهز 65 عاماً.

## روابط خارجية
- وانغ آنشي على موقع الموسوعة البريطانية (الإنجليزية)